# Kappkuppet
Kappkuppet (tysk: Kapp-Putsch) eller Kapp-Lüttwitz kuppet (Kapp-Lüttwitz-Putsch) var et forsøg på statskup, der fandt sted i Tyskland fra den 13. til 18. marts 1920. Kupforsøget var monarkistisk; det var et forsøg på at styrte Weimarrepublikken og på denne måde tilbageføre de politiske, økonomiske og sociale forandringer, der var blevet gennemført som følge af Novemberrevolutionen. Kuppet havde støtte fra konservative kredse og dele af Tysklands hær Vorläufige Reichswehr og havde sit udspring dels i begivenhederne under Novemberrevolutionen, dels i Versaillestraktatens krav om nedrustning i Tyskland.
Kuppet fandt sted i Tysklands hovedstad Berlin, og den tyske regering måtte flygte ud af byen. Kuppet blev dog en fiasko, da store dele af den tyske befolkning efterkom regeringens opfordring til generalstrejke, ligesom de fleste lavere rangerede tyske embedsmænd nægtede at samarbejde med den regering, som kupmagerne udnævnte.
Selvom kupforsøget var kortlivet, havde det stor betydning for Weimarrepublikkens fremtid. Kuppet var den direkte anledning til den venstreorienterede Ruhropstand, som regeringen og militæret slog brutalt ned, hvorimod deltagerne i Kappkuppet blev behandlet langt mere lempeligt. Begivenhederne i 1920 polariserede de tyske vælgere og resulterede i politisk magtskifte ved valget i juni måned til Weimarrepublikkens rigsdag.

## Baggrund
Ved afslutningen af 1. Verdenskrig og Tysklands nederlag brød Novemberrevolutionen ud, hvilket førte til Det Tyske Kejserriges undergang og Kejser Wilhelms abdikation. Begivenhederne ledte til en udbredt myte blandt mange tyskere om, at nederlaget skyldtes en svag hjemmefront, der havde svigtet hæren og kejserriget, den såkaldte dolkestødslegende. Novemberrevolutionen havde ikke medført en overtagelse af magten til bolsjevikkerne, men havde dog banet vejen for en stærk socialdemokratisk indflydelse i Weimarrepublikken, der blev grundlagt efter Novemberrevolutionen i 1919.
Da den socialdemokratiske Reichministerpräsident Gustav Bauer underskrev Versaillestraktaten den 28. juni 1919, blev Tyskland påtvunget en række hårde vilkår om bl.a. meget store krigsskadeerstatninger og afståelse af store landområder, ligesom Tyskland blev pålagt stramme restriktioner for fremtidig militær kapacitet. Ved Bauers underskrift af Versaillestraktaten var grunden lagt for Weimarrepublikken, hvori Bauer blev den første rigskansler.
Ved begyndelsen af 1919 bestod den tyske hær, Vorlaufige Reichwehr af ca. 350.000 soldater. I tillæg hertil var ca. 250.000 mand organiseret i forskellige frikorps. Versaillestraktaten bestemte, at Tyskland alene kunne have 100.000 soldater under våben, hvilket indebar, at der skulle ske en betydelig demobilisering af de væbnede styrker og opløsning af frikorpsene.
I marts 1920 blev frikorpset Marinebrigade Ehrhardt beordret opløst, men dets ledere nægtede at acceptere dette og appellerede om støtte hos lederen af Reichswehr i Berlin, general Walther von Lüttwitz. Von Lüttwitz havde selv organiseret frikorps i de foregående år, og anmodede præsident Friedrich Ebert og forsvarsminister Gustav Noske om at stoppe nedrustningsprogrammet.:216 

## Opstand
Da Ebert nægtede at standse nedrustningsprogrammet og opløsningen af frikorpset, beordrede Lüttwitz Marinebrigade Ehrhardt til at marchere mod Berlin, og den 13. marts blev hovedstaden okkuperet. Lüttwitz var den operative leder af kuppet, mens den politiske leder var Wolfgang Kapp, en 62 år gammel østprøjsisk offentlig tjenestemand og ivrig nationalist.
På dette tidspunkt indkaldte forsvarsminister Noske den regulære hær for at slå oprøret ned, men den militære ledelse afslog at nedkæmpe oprøret. General Hans von Seeckt, som var Chef for Truppenamt, udtalte, at "Reichswehr skyder ikke på Reichswehr".
Den tyske regering måtte herefter forlade Berlin og rejste først til Dresden, hvor de håbede at opnå støtte fra generalmajor Georg Ludwig Rudolf Maercker, men da han ikke tog klar stilling i konflikten, rejste regeringen videre til Stuttgart.
I mellemtiden forsøgte Kapp at danne en ny regering, men det lykkedes ikke for ham at få de nødvendige personer til sammen at etablere en regering med den nødvendige autoritet. Anerkendte konservative og tidligere statsråder afslog at blive associeret med Kapp.
Umiddelbart var kuppet en succes. Der var ingen modstand fra militæret. Tropperne i og omkring Berlin, Sikkerhedspolitiet, Flåden og hærcheferne i Østpreussen, Pommern, Brandenburg og Schlesien anerkendte alle von Lüttwitz som forsvarministerchef og øverstkommanderende for hæren og Wolfgang Kapp som rigskansler.:224  Admiral Adolf von Trotha, øverstkommanderende for Flåden støttede kuppet straks han hørte om det. I Bayern afsatte Reichswehr den socialdemokratiske regering og indsatte den højreorienterede Gustav Ritter von Kahr som regeringsleder. I den øvrige del af riget forholdt lederne af hærens afdelinger sig officielt hverken for eller imod von Lüttwitz og Kapp, men de fleste havde mere eller mindre åbenlyst sympati for kupmagerne.:224  De ledende embedsmænd, der for de flestes vedkommende havde grundlagt deres karriere under Kejserriget, var for de flestes vedkommende sympatisk indstillede overfor kuppet, men optrådte udadtil neutralt og afventende. I de østlige provinser bakkede store dele af forvaltningen op bag Kapp og Lüttwitz.:224–225 

## Generalstrejke
Da regeringen flygtede til Stuttgart den 13. marts, opfordrede den samtidig til generalstrejke. Strejken fik massiv folkelig støtte. Socialdemokraterne, De uafhængige socialdemokrater og Tysklands Demokratiske Parti støttede samme dag op om opfordringen til generalstrejken, ligesom kommunisterne dagen efter erklærede deres støtte. I Berlin gik arbejderne i strejke den 14. marts, og næste dag havde strejken spredt sig til hele landet. Det var den hidtil mest omfattende strejke i Tyskland med ca. 12 millioner strejkende, hvilket fik landet til at gå i stå. I Berlin brød forsyningen af gas, vand og elektricitet sammen.:226  Da landet kort efter blev fuldstændig lammet, brød kuppet sammen den 18. marts 1920, blot fem dage efter det var begyndt.

## Efterspil
Ude af stand til at styre landet flygtede Kapp til Sverige. Efter to år i eksil fik Kapp lov til at vende tilbage til Tyskland, hvor han kort efter døde af kræft i Leipzig. Lüttwitz flygtede til Sachsen, hvor han opholdt sig i en periode, inden han tog til Ungarn, hvorefter han i 1925 fik amnesti og vendte herefter tilbage til Tyskland. Både Kapp og Lüttwitz benyttede egne pas, da de forlod landet.

## Årsager til at kuppet mislykkedes
Generalstrejken bidrog i høj grad til, at kuppet mislykkedes, men også det faktum, at flere frikorps ikke ville deltage, førte til, at kuppet blev en fiasko.

## Følger
Etter det mislykkede kupforsøg blev Marinebrigade Ehrhardt opløst, men fortsatte i hemmelighed i flere former, blandt andet i Organisation Consul.
Kupforsøget var den direkte udløsende faktor til Ruhropstanden, der brød ud i forlængelse af generalstrejken.